# Альберт Росас
Альберт Росас (кат. Albert Rosas, нар. 19 серпня 2002, Андорра-ла-Велья) — андоррський футболіст, нападник іспанського клубу «Реал Бетіс Б» і національної збірної Андорри.

## Клубна кар'єра
Народився 19 серпня 2002 року в місті Андорра-ла-Велья. Вихованець юнацьких команд футбольних клубів «Андорра» та «Льєйда».
У дорослому футболі дебютував 2021 року виступами за команду «Атлетіко Монсон», в якій провів один сезон, взявши участь у 27 матчах п'ятого іспанського дивізіону. Був основним гравцем атакувальної ланки команди і одним із її головних бомбардирів команди, маючи середню результативність на рівні 0,59 гола за гру першості.
2022 року перейшов до «Андорри», звідки був відданий в оренду до «Утебо».
2023 року знову на правах оренди перейшов до команди «Реал Бетіс Б», іншого представника четвертого іспанського дивізіону.

## Виступи за збірні
2018 року дебютував у складі юнацької збірної Андорри (U-17), загалом на юнацькому рівні взяв участь у 5 іграх, відзначившись одним забитим голом.
Протягом 2019–2022 років залучався до складу молодіжної збірної Андорри. На молодіжному рівні зіграв у 16 офіційних матчах, забив 2 голи.
2021 року дебютував в офіційних матчах у складі національної збірної Андорри.
| Дата       | Місто            | Господарі   | Результат | Гості       | Турнір                               | Голи | Примітки  |
| ---------- | ---------------- | ----------- | --------- | ----------- | ------------------------------------ | ---- | --------- |
| 12-11-2021 | Андорра-ла-Велья | Андорра     | 1 – 4     | Польща      | Відбір до ЧС 2022                    | -    | 62'       |
| 15-11-2021 | Тирана           | Албанія     | 1 – 0     | Андорра     | Відбір до ЧС 2022                    | -    | 61' 74'   |
| 3-6-2022   | Рига             | Латвія      | 3 – 0     | Андорра     | Ліга націй УЄФА 2022-2023 - 1-й етап | -    | 86'       |
| 6-6-2022   | Андорра-ла-Велья | Андорра     | 0 – 0     | Молдова     | Ліга націй УЄФА 2022-2023 - 1-й етап | -    | 58'       |
| 10-6-2022  | Андорра-ла-Велья | Андорра     | 2 – 1     | Ліхтенштейн | Ліга націй УЄФА 2022-2023 - 1-й етап | -    | 85'       |
| 14-6-2022  | Кишинів          | Молдова     | 2 – 1     | Андорра     | Ліга націй УЄФА 2022-2023 - 1-й етап | -    | 54'       |
| 22-9-2022  | Вадуц            | Ліхтенштейн | 0 – 2     | Андорра     | Ліга націй УЄФА 2022-2023 - 1-й етап | 1    | 84'       |
| 25-9-2022  | Андорра-ла-Велья | Андорра     | 1 – 1     | Латвія      | Ліга націй УЄФА 2022-2023 - 1-й етап | 1    | 54'       |
| 16-11-2022 | Малага           | Андорра     | 0 – 1     | Австрія     | товариський матч                     | -    | 62' 90+4' |
| 19-11-2022 | Гібралтар        | Гібралтар   | 1 – 0     | Андорра     | товариський матч                     | -    |           |
| 25-3-2023  | Андорра-ла-Велья | Андорра     | 0 – 2     | Румунія     | Відбір до ЧЄ 2024                    | -    | 72'       |
| 28-3-2023  | Приштина         | Косово      | 1 – 1     | Андорра     | Відбір до ЧЄ 2024                    | 1    | 90+1'     |
| 16-6-2023  | Андорра-ла-Велья | Андорра     | 1 – 2     | Швейцарія   | Відбір до ЧЄ 2024                    | -    | 64'       |
| 19-6-2023  | Єрусалим         | Ізраїль     | 2 – 1     | Андорра     | Відбір до ЧЄ 2024                    | 1    | 67'       |
| 9-9-2023   | Андорра-ла-Велья | Андорра     | 0 – 0     | Білорусь    | Відбір до ЧЄ 2024                    | -    | 90+5'     |
| Усього     |                  | Матчів      | 15        |             | Голів (4 місце)                      | 4    |           |